# لوسيل جليسون
لوسيل جليسون (بالإنجليزية: Lucile Gleason)‏ هي ممثلة أمريكية، ولدت في 6 فبراير 1888 في الولايات المتحدة، وتوفيت بنفس المكان في 18 مايو 1947.

## وصلات خارجية
- لوسيل جليسون على موقع IMDb (الإنجليزية)
- لوسيل جليسون على موقع قاعدة بيانات برودواي على الإنترنت (الإنجليزية)
- لوسيل جليسون على موقع قاعدة بيانات برودواي على الإنترنت (الإنجليزية)
- لوسيل جليسون على موقع قاعدة بيانات الفيلم (الإنجليزية)